# Conflictos sino-neerlandeses
Los conflictos sino-neerlandeses fueron una serie de conflictos entre la dinastía Ming (y posteriormente su sucesora, la dinastía Ming del Sur y el reino de Tungning, leal a los Ming) de China y la Compañía Neerlandesa de las Indias Orientales por asuntos de comercio y tierras a lo largo de las décadas de 1620 y 1630, y en 1662. Los neerlandeses intentaban obligar a China a acceder a sus demandas comerciales, pero salieron derrotados.

## Conflictos sino-neerlandeses

### Década de 1620
La Compañía Neerlandesa de las Indias Orientales utilizó su poderío militar en un intento de obligar a China a que abriera un puerto a su comercio en Fujian. Exigían que China expulsara a los portugueses de Macao. (Los neerlandeses estaban luchando en ese momento la guerra luso-neerlandesa). Los neerlandeses empezaron a atacar barcos chinos después de 1618 y a tomar juncos como rehenes para forzar a China a cumplir con sus demandas. Todas estas acciones fueron infructuosas.
Los neerlandeses sufrieron una derrota a manos de los portugueses en la batalla de Macao en 1622. Ese mismo año, los neerlandeses se hicieron con el control del archipiélago de Penghu (las Islas Pescadores), construyendo un fuerte allí y siguieron exigiendo que China abriera los puertos de Fujian al comercio neerlandés. China se rehusó, y el gobernador chino de Fujian (Fukien), Shang Zhouzuo (o Shang Chou-tso), exigió a los neerlandeses retirarse de las Pescadores a Formosa (Taiwán), donde los chinos les permitirían comerciar. Esto llevó a una guerra entre neerlandeses y chinos entre 1622 y 1624 que terminó cuando estos lograron que los neerlandeses se retiraran a Taiwán y abandonaran las Pescadores.
Los neerlandeses amenazaron con que China enfrentaría incursiones neerlandesas en puertos y barcos a menos que permitieran el comercio en Penghu y que China no comerciara con Manila sino exclusivamente con los neerlandeses en Batavia, Siam y Camboya. No obstante, los neerlandeses descubrieron que, a diferencia de reinos más pequeños en el sudeste asiático, China no se iba a dejar intimidar por ellos. Cuando Shang les ordenó retirarse a Taiwán el 19 de septiembre de 1622, los neerlandeses atacaron Amoy en octubre y noviembre. Los neerlandeses pretendían «inducir a los chinos a comerciar por la fuerza o por miedo» atacando Fujian y barcos chinos desde las Pescadores. En marzo de 1622, el coronel Li Gonghua erigió largas baterías de artillería en Amoy como defensa contra los neerlandeses.
En un intento de obligar a China a abrir un puerto en 1623, cinco barcos neerlandeses fueron enviados a Liu-ao, pero la misión terminó en fracaso cuando varios marineros neerlandeses fueron hechos prisioneros y uno de sus barcos fue destruido. En respuesta a que los neerlandeses usaran a chinos capturados para trabajos forzados y fortaleciendo su guarnición en el archipiélado de Penghu con cinco barcos más además de los seis que ya estaban allí, China permitió al nuevo gobernador de Fujian Nan Juyi (Nan Chü-yi) que iniciara los preparativos para atacar a las tropas neerlandesas en julio de 1623. Los chinos derrotaron una incursión holandesa en Amoy en octubre de 1623, y tomaron prisionero al comandante neerlandés Christian Francs, quemando uno de los cuatro barcos neerlandeses. Yu Zigao inició una ofensiva en febrero de 1624 con buques de guerra y tropas contra los neerlandeses en el archipiélago de Penghu con la intención de expulsarlos.
La ofensiva china alcanzó el fuerte neerlandés el 30 de julio de 1624, con 5.000 (o 10.000) soldados chinos y de 40 a 50 buques de guerra al mando de Yu, mientras el general Wang Mengxiong rodeaba el fuerte comandado por Marten Sonck, obligando a los neerlandeses a pedir la paz el 3 de agosto, retirándose del archipiélago de Penghu a la isla de Taiwán. Los neerlandeses admitieron que su intento de utilizar la fuerza militar para obligar a China a comerciar con ellos había fracasado con esta derrota en Penghu. En las celebraciones de la victoria china sobre los «bárbaros pelirrojos», como llamaban a los neerlandeses, Nan Juyi hizo desfilar a doce soldados neerlandeses que habían sido capturados ante el Emperador en Beijing. Los neerlandeses estaban sorprendidos de que su violencia no hubiera intimidado a los chinos y del posterior ataque chino a su fuerte en Penghu, pues los consideraban tímidos y, a partir de su experiencia en el sudeste asiático, una «compañía cobarde».

### Década de 1630
Tras la derrota neerlandesa y su expulsión de las Pescadores entre 1622 y 1624, los neerlandeses fueron expulsados totalmente de la costa de China. Los piratas Liu Xiang y Li Guozhu se unieron a los neerlandeses, y durante un tiempo pareció que estos triunfarían como cabezas de una nueva coalición de piratas operando frente a las costas de China, contando con al menos 41 juncos piratas y 450 soldados chinos. Con todo, fueron derrotados decisivamente por tropas chinas al mando del almirante Zheng Zhilong en la batalla de la bahía de Liaoluo en 1633. Los chinos utilizaron brulotes disfrazados de buques de guerra para engañar a los neerlandeses haciéndoles creer que se disponían a entrar en batalla campal.

### Décadas de 1660 y 1670
En 1662, los neerlandeses fueron derrotados y expulsados de la isla de Formosa (Taiwán) en el asedio del Fuerte Zeelandia a manos de fuerzas chinas comandadas por Zheng Chenggong (Koxinga). Los neerlandeses saquearon reliquias y mataron monjes tras atacar un complejo budista en Putuoshan en las islas Zhoushan en 1665 durante su guerra contra el hijo de Zheng Chenggong, Zheng Jing.
La armada de Zheng Jing ejecutó a treinta y cuatro marinos neerlandeses y ahogó a ocho más tras saquear, emboscar y hundir el filibote neerlandés Cuylenburg en 1672 en el noreste de Formosa (Taiwán). Apenas veintiún marinos neerlandeses lograron escapar a Japón. El barco se dirigía de Nagasaki a Batavia (Yakarta) en misión comercial. 

### Citas
1. ↑  Covell, Ralph R. (1998). Pentecost of the Hills in Taiwan: The Christian Faith Among the Original Inhabitants (en inglés). Hope Publishing House. ISBN 978-0-932727-90-9. Consultado el 18 de diciembre de 2023.
2. ↑  Wright, Arnold (1908). Twentieth Century Impressions of Hongkong, Shanghai, and Other Treaty Ports of China: Their History, People, Commerce, Industries, and Resources (en inglés). Lloyds Greater Britain publishing Company. Consultado el 18 de diciembre de 2023.
3. ↑  Twitchett, Denis Crispin; Fairbank, John King (1978). The Cambridge History of China (en inglés). Cambridge University Press. ISBN 978-0-521-24333-9. Consultado el 18 de diciembre de 2023.
4. ↑  Shepherd, John Robert (1993). Statecraft and Political Economy on the Taiwan Frontier, 1600-1800 (en inglés). Stanford University Press. ISBN 978-0-8047-2066-3. Consultado el 18 de diciembre de 2023.
5. ↑  Hughes, George (1872). Amoy and the Surrounding Districts: Compiled from Chinese and Other Records (en inglés). De Souza & Company. Consultado el 18 de diciembre de 2023.
6. ↑  ed. Goodrich 1976, p. 1086.
7. ↑  ed. Goodrich 1976, p. 1087.
8. ↑  Twitchett, Denis Crispin; Fairbank, John King (1978). The Cambridge History of China (en inglés). Cambridge University Press. ISBN 978-0-521-24333-9. Consultado el 18 de diciembre de 2023.
9. ↑  Deng, Gang (30 de octubre de 1999). Maritime Sector, Institutions, and Sea Power of Premodern China (en inglés). Bloomsbury Academic. ISBN 978-0-313-30712-6. Consultado el 18 de diciembre de 2023.
10. ↑  Parker, Edward Harper (1917). China, Her History, Diplomacy, and Commerce: From the Earliest Times to the Present Day (en inglés). J. Murray. Consultado el 18 de diciembre de 2023.
11. ↑  Idema, Wilt Lukas (1981). Leyden Studies in Sinology: Papers Presented at the Conference Held in Celebration of the Fiftieth Anniversary of the Sinological Institute of Leyden University, December 8-12, 1980 (en inglés). BRILL. ISBN 978-90-04-06529-1. Consultado el 18 de diciembre de 2023.
12. ↑  Andrade, 2004, p. 438.
13. ↑  Blussé, Leonard (1 de enero de 1989). «Pioneers or cattle for the slaughterhouse? A rejoinder to A.R.T. Kemasang». Bijdragen tot de Taal-, Land- en Volkenkunde 145 (2): 357. doi:10.1163/22134379-90003260.
14. ↑  Cook, Harold John (1 de enero de 2007). Matters of Exchange: Commerce, Medicine, and Science in the Dutch Golden Age (en inglés). Yale University Press. ISBN 978-0-300-13492-6. Consultado el 18 de diciembre de 2023.
15. ↑  Li, Qingxin (2006). Maritime Silk Road (en inglés). 五洲传播出版社. ISBN 978-7-5085-0932-7. Consultado el 18 de diciembre de 2023.
16. ↑  Andrade, Tonio (2011). Lost Colony: The Untold Story of China's First Great Victory Over the West (illustrated edición). Princeton University Press. pp. 47-48. ISBN 978-0691144559.
17. ↑  Hang, Xing (2016). Conflict and Commerce in Maritime East Asia: The Zheng Family and the Shaping of the Modern World, c.1620–1720. Cambridge University Press. p. 154. ISBN 978-1316453841.
18. ↑  Hang, Xing (2016). Conflict and Commerce in Maritime East Asia: The Zheng Family and the Shaping of the Modern World, c.1620–1720. Cambridge University Press. p. 190. ISBN 978-1316453841.